# Eberhardzell
Eberhardzell è un comune tedesco di 4 598 abitanti situato nel land del Baden-Württemberg.